# Piggy (Kurzfilm)
Piggy ist ein spanischer Kurzfilm von Regisseurin Carlota Pereda aus dem Jahr 2018. Er ist die Vorlage zu dem gleichnamigen Langfilm von 2022.

## Handlung
Als die stark übergewichtige Sara in einem kaum besuchten Schwimmbad ins Wasser steigt, beschließen drei junge Frauen sie zu mobben. Sie beschimpfen sie als „Piggy“ (deutsch „Schweinchen“) und versuchen sie mit einem Fangkorb einzufangen, wobei sie beinahe ertrinkt. Besonders demütigend wird sie dabei noch gefilmt. Auch eine ehemalige Freundin ist an der Aktion beteiligt. Es gelingt Sara dem zu entkommen, indem sie wegtaucht. Dabei bemerkt sie nicht die unter Wasser festgebundene Leiche des Bademeisters. Als sie wieder auftaucht sieht sie gerade noch, wie die Frauen mit ihren Habseligkeiten weglaufen.
Sara ist nun gezwungen, im Badeanzug nach Hause zu laufen. Dabei wird sie von drei Männern mit dem Auto verfolgt, die sie noch zusätzlich ärgern und betatschen. Sie flieht in einen nicht-asphaltierten Nebenweg. Dort findet sie ein Auto, in dem sich mindestens eine ihrer Peinigerinnen mit blutiger Nase befindet. Als sie bemerkt, in was für einer Notlage sich die junge Frau befindet nässt sie sich ein. Doch statt Hilfe zu holen, winkt sie ihrer ehemaligen Freundin nur zu, worauf der mutmaßliche Serienmörder zurückwinkt, ihre Kleider und Rucksack in den staubigen Sand wirft und mit der Frau davon fährt.

## Hintergrund
Piggy hatte seine Premiere am 11. März 2018 auf dem Medina del Campo Film Festival und lief auf zahlreichen Filmfestivals. Unter anderem gewann der Film 2019 einen Goya als Bester fiktionaler Kurzfilm und einen Forqué-Award.
In Deutschland wurde der Film unter anderem auf dem 20. Landshuter Kurzfilmfestival sowie auf dem Kontrast Filmfest Bayreuth aufgeführt.
Der Film diente als Vorlage für Peredas ersten Langfilm. Die 14  Minuten des Originals wurden mit gleicher Hauptdarstellerin, aber anderen Nebendarstellern bei gleicher Kulisse neu gedreht. Der Kurzfilm wurde in Deutschland 2022 als Bonusmaterial auf der Blu-Ray-/DVD-Veröffentlichung von Pierrot le Fou beigefügt. Er ist außerdem Teil der Horror-Anthologie The Devil's Tail.

## Rezensionen
Auf Testkammer.com schrieb Doreen Matthei der Kurzfilm sei „eine gelungene Mischung aus Spannung, Horror und Coming-of-Age-Geschichte. Dabei überzeugt die dichte Inszenierung genauso wie die Ausgestaltung.“